# Władca życzeń
Władca życzeń (tytuł oryg. Wishmaster) – amerykański film grozy z 1997, który doczekał się trzech sequeli – kolejno w latach: 1999, 2001 i 2002. Kontynuacje Władcy życzeń były już tylko produkcjami wydanymi na rynku wideofonicznym i nie spotkały się z pozytywnym przyjęciem. Film nominowano do dwóch prestiżowych nagród, w tym do Saturn Award w kategorii najlepszy horror wideo.

## Treść
Akcja rozpoczyna się w XII wieku w Persji. Potężnemu magowi udaje się cudem uwięzić złego dżina w czerwonym opalu i uratować świat. 800 lat później, we współczesnej Ameryce kamień zostaje odnaleziony, a dżin oswobodzony. Obdarzony magiczną mocą krąży po świecie spełniając życzenie śmiertelników. Jednak sposób ich spełniania nie zawsze jest zgodny z wolą osoby, która je wypowiada (np. sprzedawczyni, która chciała być wiecznie piękna i młoda zostaje zamieniona w manekin). Dodatkowo każde życzenie kosztuje śmiertelnika duszę. Prawdziwym jednak celem dżina jest Alexandra Amberson, młoda kobieta zajmująca się badaniem starożytnych cywilizacji i mitów. To właśnie jej trzy życzenia przywrócą demonowi jego pełną siłę i potęgę zapewniając mu nieśmiertelność.

## Główne role
- Andrew Divoff – Dżin / Nathaniel Demerest
- Tammy Lauren – Alexandra Amberson
- Chris Lemmon – Nick Merritt
- Robert Englund – Raymond Beaumont
- Kane Hodder – Merritt's Guard
- Tony Todd – Johnny Valentine
- Ted Raimi – Ed Finney
- Joseph Pilato – Mickey Torelli